# Nina Meinke

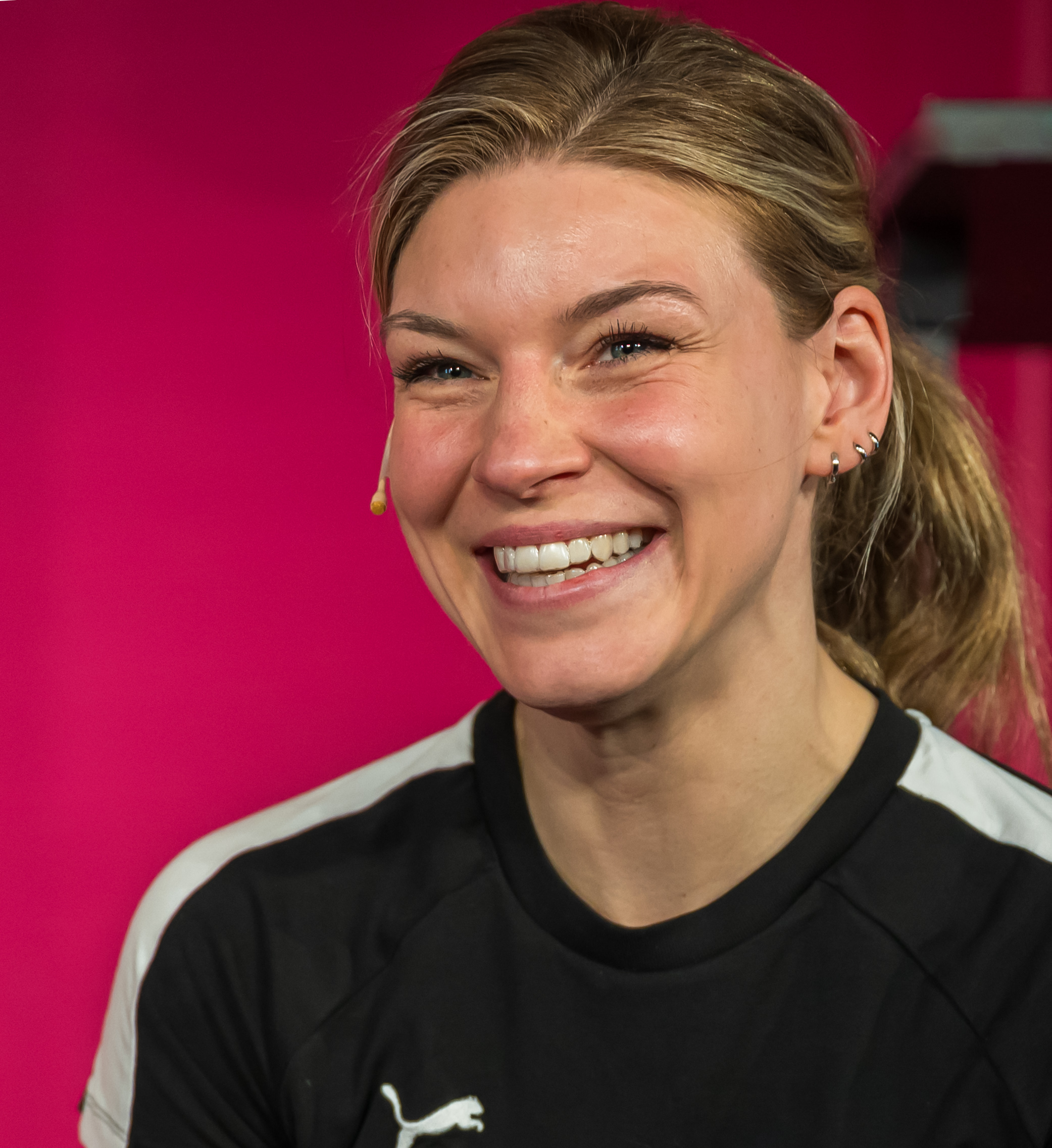
Nina Meinke im Deutschen Theater Berlin 2025

Nina Meinke (* 1993 in Berlin) ist eine deutsche Profiboxerin im Federgewicht und seit 2024 IBF-Weltmeisterin in ihrer Klasse.

## Leben und Wirken
Meinke wird seit Beginn ihrer sportlichen Laufbahn von ihrem Patenonkel, dem ehemaligen Boxchampion Sven Ottke, unterstützt. Sie wird von Kay Huste trainiert.
2017 unterlag sie in einem Kampf gegen die irische Boxerin Katie Taylor im Londoner Wembley-Stadion, der im Vorprogramm des Duells zwischen Wladimir Klitschko und Anthony Joshua stattfand.
Als Europameisterin im Federgewicht strebte Meinke den Weltmeistertitel an. Während der COVID-19-Pandemie blieb sie aktiv und bestritt zwei Kämpfe. Am 21. April 2022 trat sie in Kopenhagen gegen die Dänin Sarah Mahfoud um den IBF-Weltmeistertitel an und unterlag nach Punkten.
Im März 2024 sollte Meinke in Puerto Rico gegen Amanda Serrano um den Weltmeistertitel kämpfen. Der Kampf wurde jedoch eine Stunde vor Beginn aufgrund einer Augenverletzung Serranos abgesagt. Er soll zu einem späteren Zeitpunkt stattfinden.
Am 21. September 2024 kämpfte Nina Meinke in Hamburg gegen die Argentinierin Daniela Bermúdez um den IBF-Weltmeistertitel. Erstmals in Europa wurde ein Frauen-Weltmeisterschaftskampf über die bei Männern üblichen zwölf Runden à drei Minuten ausgetragen. Trotz eines Cuts an der Stirn durch einen unbeabsichtigten Kopfstoß und daraus resultierendem Bluteinfluss in ihr Auge setzte Meinke den Kampf fort. Sie gewann nach Punkten durch Mehrheitsentscheidung und wurde Weltmeisterin. Meinke sieht diesen Erfolg als Zeichen für die Gleichberechtigung im Frauensport und möchte auch in Zukunft über die volle Distanz von zwölf Runden boxen.

## Profi-Box-Rekorde
| Nummer | Ergebnis   | Rekord | Gegnerin                | Typ | Runden, Zeit | Datum         | Ort                                                  | Notizen                                                   |
| ------ | ---------- | ------ | ----------------------- | --- | ------------ | ------------- | ---------------------------------------------------- | --------------------------------------------------------- |
| 22     | Sieg       | 19–3   | Daniela Romina Bermúdez | MD  | 12           | 21 Sep 2024   | Sporthalle, Hamburg, Deutschland                     | Gewinnt IBF-Weltmeistertitel                              |
| 21     | Sieg       | 18–3   | Laura Ledezma           | UD  | 10           | 28 Okt 2023   | Zenith-Halle, München, Deutschland                   | Gewinnt vakanten IBF-Inter-Continental-Federgewicht-Titel |
| 20     | Sieg       | 17–3   | Kimika Miyoshi          | UD  | 10           | 24 Jun 2023   | Stadthalle, Rostock, Deutschland                     |                                                           |
| 19     | Sieg       | 16–3   | Angela Cannizzaro       | TKO | 2 (8)        | 25. März 2023 | Grand Elysée, Rotherbaum, Deutschland                |                                                           |
| 18     | Sieg       | 15–3   | Edith Soledad Matthysse | UD  | 10           | 5 Nov 2022    | Porsche-Zentrum, Hamburg, Deutschland                | gewinnt vakante WIBF & GBU-Federgewicht-Titel             |
| 17     | Sieg       | 14–3   | Karina Szmalenberg      | UD  | 6            | 8 Okt 2022    | Stadthalle, Falkensee, Deutschland                   |                                                           |
| 16     | Sieg       | 13–3   | Eva Hubmayer            | UD  | 6            | 16 Jul 2022   | Maritim Hotel, Magdeburg, Deutschland                |                                                           |
| 15     | Niederlage | 12–3   | Sarah Mahfoud           | UD  | 10           | 21 Apr 2022   | Frederiksberghallen, Kopenhagen, Dänemark            |                                                           |
| 14     | Sieg       | 12–2   | Tereza Dvorakova        | UD  | 6            | 17 Apr 2021   | Boxsporthalle, Hamburg, Deutschland                  |                                                           |
| 13     | Sieg       | 11–2   | Angela Cannizzaro       | UD  | 8            | 12 Dez 2020   | Maritim Hotel, Magdeburg, Deutschland                |                                                           |
| 12     | Sieg       | 10–2   | Edina Kiss              | UD  | 8            | 18 Jul 2020   | Seebühne Elbauenpark, Magdeburg, Deutschland         |                                                           |
| 11     | Sieg       | 9–2    | Helene Lascombe         | UD  | 10           | 13 Apr 2019   | Erdgas Sportpark, Halle, Deutschland                 |                                                           |
| 10     | Sieg       | 8–2    | Lucie Sedlackova        | UD  | 10           | 17 Nov 2018   | Anhalt-Arena, Dessau, Deutschland                    | Gewinnt Europäischen Federgewichtstitel                   |
| 9      | Niederlage | 7–2    | Elina Tissen            | SD  | 10           | 18. Mai 2018  | MBS Arena, Potsdam, Deutschland                      |                                                           |
| 8      | Sieg       | 7–1    | Vissia Trovato          | UD  | 10           | 17 Feb 2018   | MHPArena, Ludwigsburg, Deutschland                   | Gewinnt vakanten WIBF-Federgewicht-Titel                  |
| 7      | Sieg       | 6–1    | Grecia Nova             | RTD | 2 (10)       | 18 Nov 2017   | Burg-Waechter Castello, Düsseldorf, Deutschland      |                                                           |
| 6      | Niederlage | 5–1    | Katie Taylor            | TKO | 7 (10)       | 29 Apr 2017   | Wembley Stadium, London, England                     |                                                           |
| 5      | Sieg       | 5–0    | Hasna Tukic             | TKO | 1 (10)       | 4. März 2017  | Argensporthalle, Wangen im Allgäu, Deutschland       | Gewinnt vakanten WBC-Jugend-Super-Federgewicht-Titel      |
| 4      | Sieg       | 4–0    | Kleopatra Tolnai        | TKO | 3 (6)        | 5 Nov 2016    | Ballhaus Forum, München, Deutschland                 |                                                           |
| 3      | Sieg       | 3–0    | Karina Kopinska         | UD  | 4            | 27 Aug 2016   | Huxleys, Berlin, Deutschland                         |                                                           |
| 2      | Sieg       | 2–0    | Zsofia Bedo             | PTS | 4            | 23 Jul 2016   | Iron Gym – Forckenberckstr 9–13, Berlin, Deutschland |                                                           |
| 1      | Sieg       | 1–0    | Bojana Libiszewska      | UD  | 4            | 6. Mai 2016   | Huxleys, Berlin, Deutschland                         |                                                           |